# Kettes számú esküdt
A Kettes számú esküdt (eredeti cím: Juror No. 2) 2024-es amerikai jogi filmthriller, amelynek társproducere és rendezője Clint Eastwood, forgatókönyvírója Jonathan Abrams. A főbb szerepekben Nicholas Hoult, Toni Collette, J. K. Simmons, Chris Messina, Zoey Deutch, Cedric Yarbrough és Kiefer Sutherland látható.
Világpremierje 2024. október 27-én volt az AFI Fesztiválon, az Amerikai Egyesült Államokban pedig november 1-én mutatta be a Warner Bros. Pictures. Magyarországon a Telekom TV GO mutatta be 2024. december 6-án. Általánosságban pozitív véleményeket kapott a kritikusoktól, és a National Board of Review a 2024-es év 10 legjobb filmje közé választotta.

## Cselekmény
Justin Kemp a Georgia állambeli Savannahban él, ahol újságíróként dolgozik. Felesége gyermeket vár, ám ez egy magas kockázattal járó várandósság. Éppen ezért nem a legideálisabb időpont, amikor Justint esküdtnek választják egy nagyszabású gyilkossági perbe. James Sythe vádlottat azzal gyanúsítják, hogy megölte barátnőjét, Kendall Cartert, miután egyik este heves vitába keveredtek egy bárban. Ahogy az ügy tényei napvilágra kerülnek, az alkoholfüggőségéből lábadozó Justin rájön, a kérdéses éjszakán ugyanabban a bárban volt, és hazafelé menet elütött egy általa szarvasnak hitt állatot. Ennek következtében attól tart, hogy több köze lehet Kendall halálához, mint gondolta.
Tanácsot kér Larry Lasker tanácsadójától az Anonim Alkoholistáknál. Larry történetesen ügyvéd is, és azt tanácsolja neki, tartsa a száját, nehogy maga is börtönbe kerüljön. Justin azonban nem akarja, hogy egy ártatlan ember börtönbe kerüljön a hallgatása miatt, és azon gondolkodik, hogyan manipulálhatná az esküdtszéket anélkül, hogy felfedné az igazságot az estéről.
Elsőre úgy tűnik, az esküdtszék gyorsan meg tudna állapodni a „bűnös” kérdésben. Egyedül Justin fejezi ki kételyeit, mivel van egy sejtése arról, mi történt valójában, amikor Kendall Carter meghalt. Egy volt rendőrtiszt saját nyomozásba kezd, mert szerinte autóbaleset történt. Összeállít egy listát azokról a járművekről, amelyek megfelelnek a szemtanú által adott leírásnak. Az esküdteknek azonban megtiltják, hogy saját nyomozást folytassanak, ezért a rendőrt kizárják az esküdtszékből.
Faith Killebrew ügyész a maga részéről a rendőrök listájának feldolgozásával és az autótulajdonosok kihallgatásával vizsgálja az autóbaleset ügyét. Egy nap leül a nappaliban Justin feleségével, és az autójában keletkezett károkról faggatja. Justin felesége azonban továbbadja Justin hazugságát a balesetről. Az ügyész ekkor még nem veszi észre, hogy „az ő” 2-es számú esküdtjének nappalijában ül.
Végül az esküdtek mindegyike „bűnösnek” nyilvánítja a vádat, és egy ártatlan embert életfogytiglani börtönbüntetésre ítélnek.
Justin és felesége gyermeke megszületett. Mindketten nagyon boldogok és ölelgetik a gyermeket, mire megszólal a csengő. Justin kinyitja az ajtót, és meglátja, hogy az ügyész áll előtte. Az arckifejezéséből kiderül, ismeri Kendall Carter halálának valódi körülményeit.

## Szereplők
| Szerep               | Színész            | Magyar hang          |
| -------------------- | ------------------ | -------------------- |
| Justin Kemp          | Nicholas Hoult     | Ágoston Péter        |
| Faith Killebrew      | Toni Collette      | Bertalan Ágnes       |
| Harold Chicowski     | J. K. Simmons      | Barbinek Péter       |
| Eric Resnick         | Chris Messina      | Rajkai Zoltán        |
| James Michael Sythe  | Gabriel Basso      | Király Dániel        |
| Allison Crewson      | Zoey Deutch        | Sodró Eliza          |
| Marcus King          | Cedric Yarbrough   | Szabó Győző          |
| Denice Aldworth      | Leslie Bibb        | Oroszlán Szonja      |
| Larry Lasker         | Kiefer Sutherland  | Szabó Sipos Barnabás |
| Thelma Hollub bírónő | Amy Aquino         | Vándor Éva           |
| Yolanda              | Adrienne C. Moore  | Balogh Anna          |
| Irene                | Zele Avradopoulos  | Braun Rita           |
| Vince                | Phil Biedron       | Novkov Máté          |
| Luke                 | Jason Coviello     | Géczi Zoltán         |
| Kendall Carter       | Francesca Eastwood | Dobó Enikő           |
| Keiko                | Chikako Fukuyama   | Podlovics Laura      |
| Nellie               | Rebecca Koon       | Kiss Mari            |
| Courtney             | Hedy Nasser        | Kádár Kinga          |
| Brody                | Drew Scheid        | Fülöp Áron           |
| Eli                  | Onix Serrano       | Kuttner Bálint       |

### Magyar változat
- Magyar szöveg: Hanák János
- Hangmérnök: Schriffert László
- Vágó: Simkóné Varga Erzsébet
- Gyártásvezető: Gelencsér Adrienne
- Szinkronrendező: Majoros Eszter
- Produkciós vezető: Kónya Andrea

A szinkront a Mafilm Audio Kft. készítette el.

## A film készítése
2023 áprilisában bejelentették, hogy Clint Eastwood rendező következő filmjeként választotta ezt a projektet. Nicholas Hoult és Toni Collette tárgyaltak a főszerepekben való szereplésről. A következő hónapban Zoey Deutch és Kiefer Sutherland csatlakoztak a stábhoz, majd Gabriel Basso is tárgyalt egy szerepről. Júniusban Leslie Bibb csatlakozott a szereplőgárdához. Novemberben Chris Messina is csatlakozott. Decemberben J. K. Simmons, Amy Aquino, Adrienne C. Moore, Cedric Yarbrough, Chikako Fukuyama, Onix Serrano és Francesca Eastwood nevei is bekerültek a film szereplői közé.
A produkció 2023 júniusában kezdődött, amikor Eastwood 93 éves volt. A forgatások helyszínei között szerepelt Savannah és Los Angeles. A munkálatok azonban 2023 júliusában szüneteltek a SAG-AFTRA szakszervezet sztrájkja miatt. A forgatás novemberben folytatódott, miután a sztrájk véget ért.